# Tschupachiwka
Tschupachiwka (ukrainisch Чупахівка; russisch Чупаховка Tschupachowka) ist eine Siedlung städtischen Typs in der ukrainischen Oblast Sumy mit etwa 2400 Einwohnern (2014).

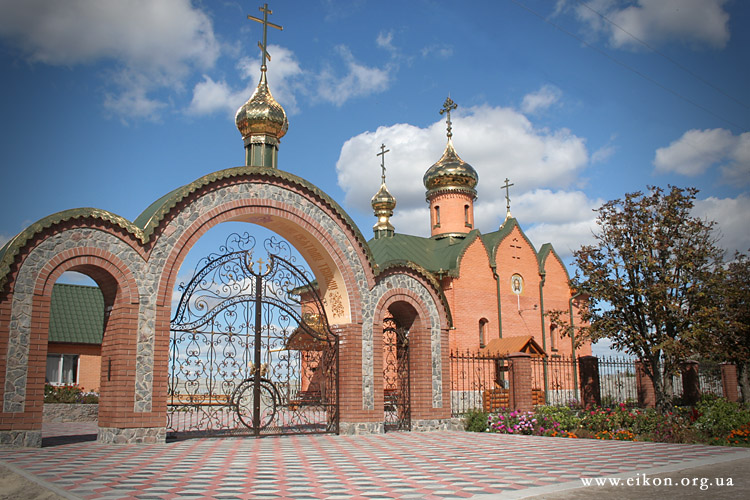
Kirche im Ort

Tschupachiwka ist seit 1956 eine Siedlung städtischen Typs.

## Geographie
Tschupachiwka liegt im Rajon Ochtyrka an der Territorialstraße T–19–06 und am Ufer des Taschan (Ташань), einem 51 km langen Nebenfluss des Hrun-Taschan (Грунь-Ташань), 26 km nordwestlich vom Rajonzentrum Ochtyrka und etwa 80 km südlich vom Oblastzentrum Sumy.

## Verwaltungsgliederung
Am 15. August 2017 wurde die Siedlung zum Zentrum der neugegründeten Siedlungsgemeinde Tschupachiwka (ukrainisch Чупахівська селищна громада/Tschupachiwska selyschtschna hromada), zu dieser zählten auch die 12 Dörfer Duchownytsche, Hrintschenkowe, Hrunka, Konowalyk, Lantratiwka, Nowopostrojene, Olenynske, Pjatkyne, Rossochuwate, Soborne, Sofijiwka und Wsadky, bis dahin bildete sie zusammen mit den Dörfern Konowalyk, Olenynske und Sofijiwka die gleichnamige Siedlungsratsgemeinde Tschupachiwka (Чупахівська селищна рада/Tschupachiwska selyschtschna rada) im Westen des Rajons Ochtyrka.
Am 12. Juni 2020 kamen noch weitere 9 in der untenstehenden Tabelle aufgelistete Dörfer zum Gemeindegebiet.
Folgende Orte sind neben dem Hauptort Tschupachiwka Teil der Gemeinde:
| Name                     | Name           | Name                                |
| ukrainisch transkribiert | ukrainisch     | russisch                            |
| ------------------------ | -------------- | ----------------------------------- |
| Buro-Rubaniwka           | Буро-Рубанівка | Буро-Рубановка (Buro-Rubanowka)     |
| Dowschyk                 | Довжик         | Должик (Dolschik)                   |
| Duchownytsche            | Духовниче      | Духовничее (Duchownitscheje)        |
| Horjajstiwka             | Горяйстівка    | Горяйстовка (Gorjaistowka)          |
| Hrintschenkowe           | Грінченкове    | Гринченково (Grintschenkowo)        |
| Hrunka                   | Грунька        | Грунька (Grunka)                    |
| Komariwka                | Комарівка      | Комаровка (Komarowka)               |
| Konowalyk                | Коновалик      | Коновалик (Konowalik)               |
| Lantratiwka              | Лантратівка    | Лантратовка (Lantratowka)           |
| Lysse                    | Лисе           | Лысое (Lyssoje)                     |
| Nowe                     | Нове           | Новое (Nowoje)                      |
| Nowopostrojene           | Новопостроєне  | Новопостроенное (Nowopostrojennoje) |
| Olenynske                | Оленинське     | Оленинское (Oleninskoje)            |
| Oleschnja                | Олешня         | Олешня                              |
| Passiky                  | Пасіки         | Пасеки (Passeki)                    |
| Pjatkyne                 | П’яткине       | Пяткино (Pjatkino)                  |
| Rossochuwate             | Розсохувате    | Рассоховатое (Rassochowatoje)       |
| Sadky                    | Садки          | Садки (Sadki)                       |
| Soborne                  | Соборне        | Соборное (Sobornoje)                |
| Sofijiwka                | Софіївка       | Софиевка (Sofijewka)                |
| Wsadky                   | Всадки         | Всадки (Wsadki)                     |